# Augusta Heurlin
Maria Nicolina Augusta Heurlin, född 15 mars 1826 i Åbo, död 14 mars 1888 i Åbo, var en finländsk skolledare. Heurlin grundade Heurlinska skolan, en flickskola, 1861 och fungerade som skolans föreståndare 1861–1888. Skolan slogs samman 1955 med Svenska fruntimmersskolan i Åbo och bildade Åbo Svenska flicklyceum som i sin tur gick upp i Katedralskolan i Åbo 1971.